# Annamária Szalai
Annamária Szalai (ur. 16 września 1961 w Zalaegerszegu, zm. 12 kwietnia 2013) – węgierska dziennikarka i polityk, posłanka do Zgromadzenia Narodowego, od 2010 przewodnicząca Narodowego Urzędu ds. Mediów i Przekazu Informacji (NMHH).

## Życiorys
W 1982 ukończyła szkołę pedagogiczną w Szombathely, następnie zaś studia z dziedziny pedagogiki w Uniwersytecie im. Loránda Eötvösa w Budapeszcie (ELTE; 1990) i przedsiębiorczości w Szkole Finansów i Księgowości (1998). W 2000 rozpoczęła studia podyplomowe z dziedziny historii technologii, inżynierii i nauki w Szkole Nauk Ekonomicznych i Inżynierii w Budapeszcie.
Od 1982 do 1984 pracowała jako nauczycielka w szkole podstawowej w rodzinnym Zalaegerszeg, następnie była zatrudniona w charakterze dziennikarki w piśmie lokalnym „Zalai Hírlap” (1984–1985), a także menadżer w spółce filmowej w Zala (1985–1997). U progu transformacji ustrojowej została redaktorem naczelnym erotycznej gazety „Miami Press”. W latach 1997–2002 pełniła funkcję dyrektora Hali Koncertowej i Wystawowej w Zalaegerszeg.
Na początku lat 90 XX w. związała się z polityką, od 1993 była przewodniczącą partii politycznej Fidesz w komitacie Zala. Od 1998 do 2006 sprawowała mandat posłanki do Zgromadzenia Narodowego z ramienia Fidesz (wybierana w okręgu Zala).
Od 2004 do 2010 zasiadała przez dwie kadencje w Narodowej Komisji Radia i Telewizji (węg. Országos Rádió és Televízió Testület, ORTT) z ramienia parlamentu jako przedstawicielka Fidesz. W sierpniu 2010 została mianowana przewodniczącą Narodowego Urzędu ds. Mediów i Przekazu Informacji (Nemzeti Média- és Hírközlési Hatóság, NMHH).
Zmarła po długiej i ciężkiej chorobie 12 kwietnia 2013 roku.